# Трисвинецпентаевропий
Трисвинецпентаевропий — бинарное неорганическое соединение
европия и свинца
с формулой Eu5Pb3,
кристаллы.

## Получение
- Сплавление стехиометрических количеств чистых веществ:

{\displaystyle {\mathsf {5Eu+3Pb\ {\xrightarrow {1145^{o}C}}\ Eu_{5}Pb_{3}}}}

## Физические свойства
Трисвинецпентаевропий образует кристаллы
тетрагональной сингонии, пространственная группа I 4/mcm, параметры ячейки a = 1,3184 нм, c = 0,6214 нм, Z = 4,
структура типа трисилицида пентавольфрама W5Si3
.
Соединение образуется по перитектической реакции при температуре 1145°C.